# Johann Demel von Elswehr

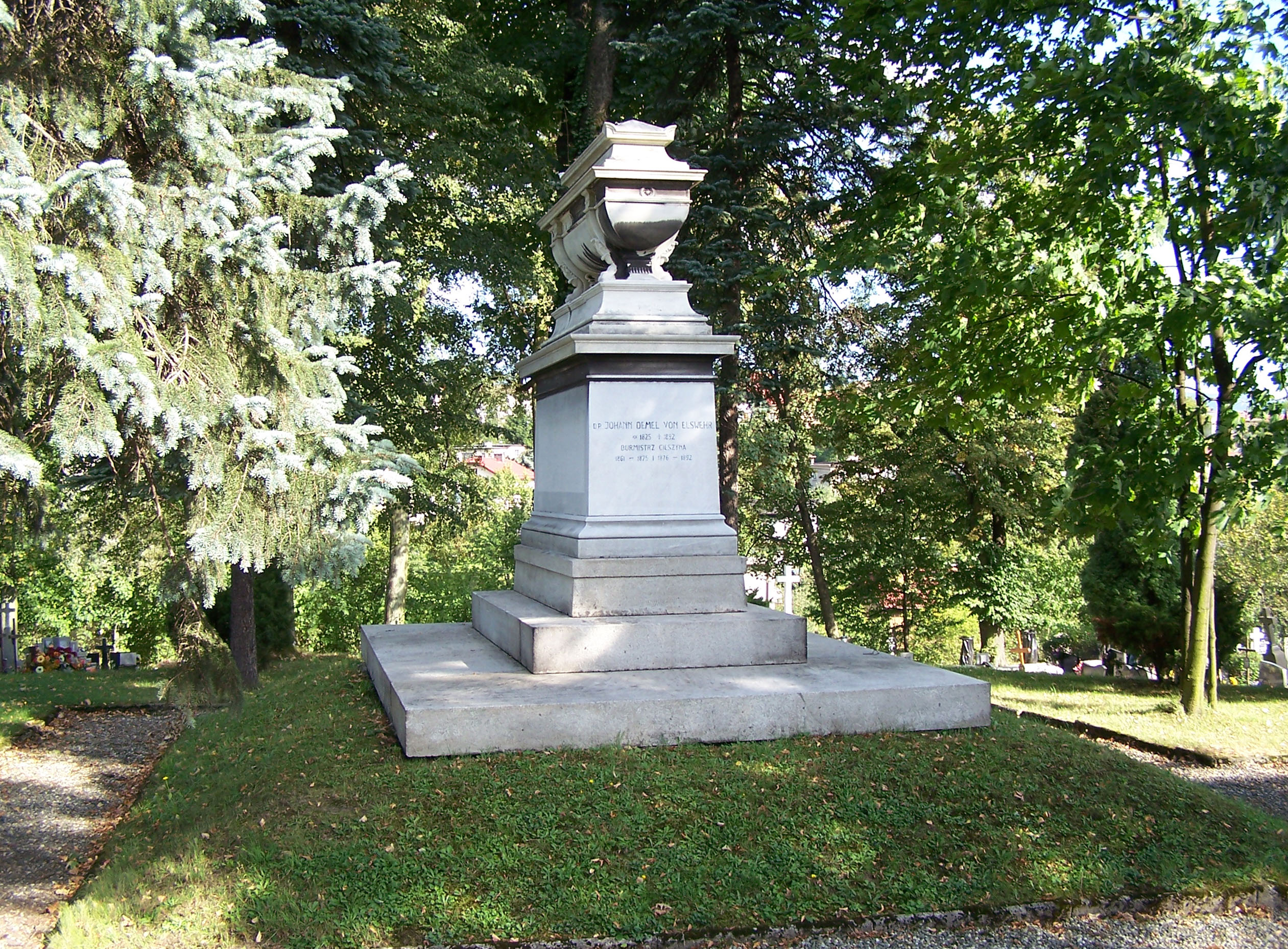
Grób Johanna Demela na Cmentarzu Komunalnym w Cieszynie

Johann Nepomuk Demel Ritter von Elswehr (ur. 29 marca 1825 w Cieszynie, zm. 15 września 1892 w Opawie) – niemiecki adwokat, burmistrz Cieszyna w latach 1861–1875 i od 1876 roku, przywódca cieszyńskich niemieckich liberałów.

## Życiorys
Był synem Antona, notariusza; bratem Augusta. Ukończył studia prawnicze na Uniwersytecie Wiedeńskim.
Był posłem do parlamentu frankfurckiego w 1848 i 1849 roku (jako reprezentant Niemców ze Śląska Cieszyńskiego). Był także posłem do parlamentu wiedeńskiego oraz do Sejmu Śląskiego w Opawie.
Był współzałożycielem (wraz z Franzem Heinem i Hansem Kudlichem), utworzonego w roku 1848 Związku Ślązaków Austriackich – prekursora tzw. ruchu ślązakowskiego.
Na przełomie lat 50. i 60. XIX w. powrócił do Cieszyna. W 1861 roku został burmistrzem Cieszyna. Jako taki dbał o rozwój miasta – za jego kadencji wprowadzono oświetlenie i nową kanalizację wodną. Z drugiej strony torpedował inicjatywy narodowościowe Polaków.
W 1866 roku w czasie inwazji pruskiej na Cieszyn udało mu się uchronić miasto przed wysoką kontrybucją; uratował przed wysadzeniem most na Olzie. W 1867 roku za te zasługi został podniesiony do stanu szlacheckiego.
25 września 1882 roku otrzymał tytuł honorowego obywatela miasta Cieszyna. W 1891 został odznaczony Krzyżem Komandorskim Orderu Franciszka Józefa.
15 września 1892 roku pod jego przewodnictwem Sejm Śląski bez odsyłania do komisji odrzucił wniosek polskich posłów w sprawie wykluczenia języka niemieckiego jako wykładowego w pierwszych klasach; postulowano wprowadzenie w jego miejsce języka polskiego lub czeskiego oraz założenie seminariów dla polskich i czeskich nauczycieli. Johann Demel zmarł tego samego dnia – przyczyną śmierci był zawał serca. Został pochowany na Cmentarzu Komunalnym w Cieszynie.
Jego synami byli Leonard, prawnik i burmistrz Cieszyna; Brunon, prawnik, i Percywal, oficer.